# Biruința
Biruința este un oraș în Republica Moldova, în raionul Sîngerei. Situat la 134 km. la nord de capitala Republicii Moldova - Chișinău și la 15 km la est de Bălți, pe malul drept al râului Răut, afluent al râului Nistru.

## Geografie
Orașul Biruința face parte din raionul Sângerei. Orașul este întretăiat de calea ferată Bălți-Slobodca, care unește două mari centre industriale Bălți și Râbnița. La aproximativ 15 km de oraș trece automagistrala Chișinău-Bălți-Edineț.
Orașul Biruința este o localitate cu o suprafață foarte redusă, care este constituită doar din terenuri intravilane. Sub formă de parcuri în oraș sunt rezervate 5,25 ha de teren. Resursele funciare constituie 236,8 ha și sunt destinate pentru construcții.

## Istorie
Biruința a luat ființă în anul 1963, pe lângă fabrica de zahăr din Alexăndreni. Mai târziu, prin hotărârea Prezidiului Sovietului Suprem al RSSM din 1 iulie 1965  a fost acordat localității statut de orășel (așezare de tip orășenesc) cu numele Biruința.
În orășel, a cărui populație în timp de cinci ani depășise 2.400 de locuitori, s-au mai construit o fabrică de prelucrare primară a strugurilor, două complexe zootehnice, o coloană mecanizată de construcții, o fabrică de malț, etc. Datorită dezvoltării intensive a diverselor întreprinderi, orașul s-a dezvoltat ca mic centru industrial. Nu rămânea în urmă nici infrastructura. Către anul 1969 aici au fost zidite o școală medie, o școală profesională-tehnică, o grădiniță de copii, o policlinică, o farmacie, un oficiu poștal, un palat de cultură și alte instituții social-culturale.

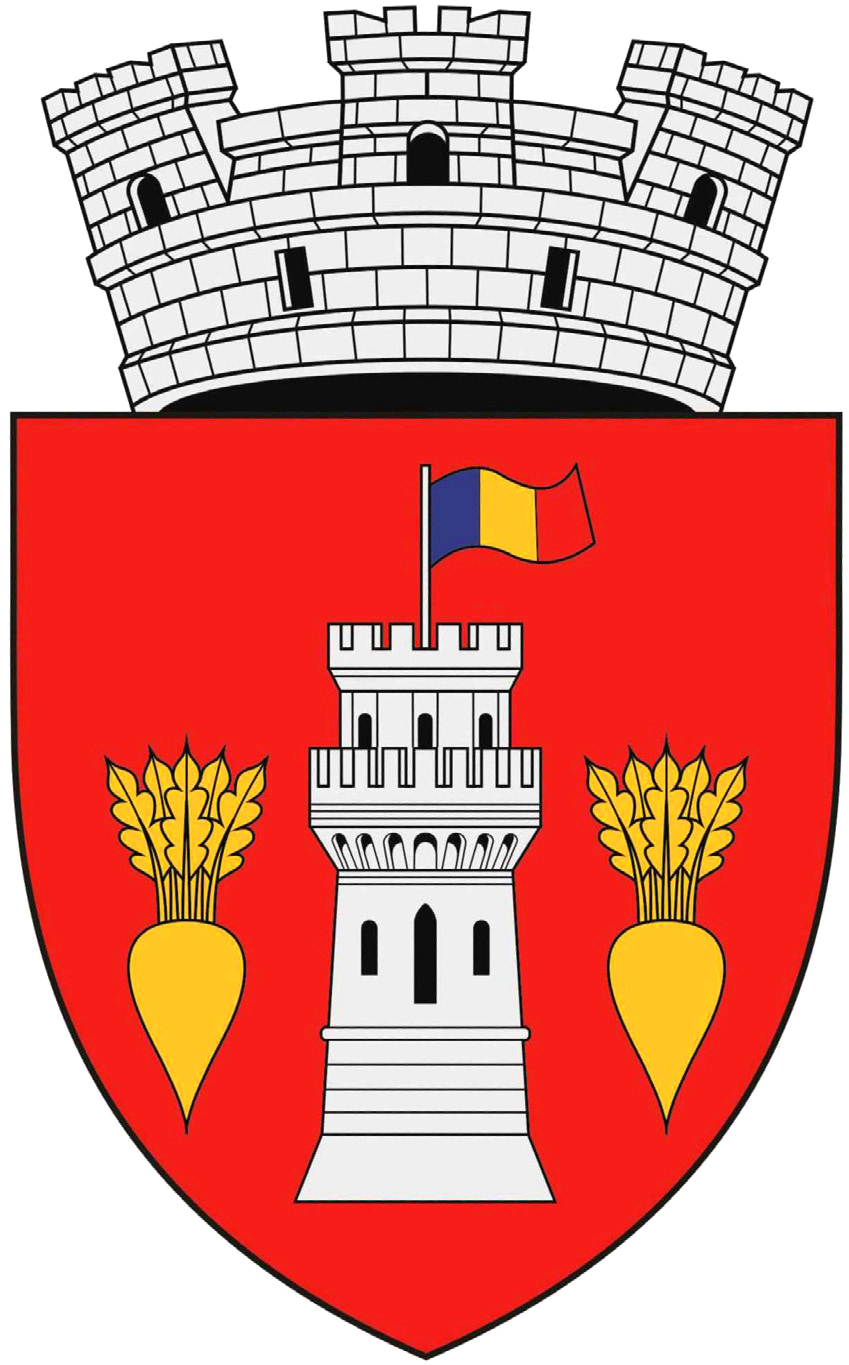
Proiect de stemă (25 octombrie 2018), respins de Consiliul Orăşenesc
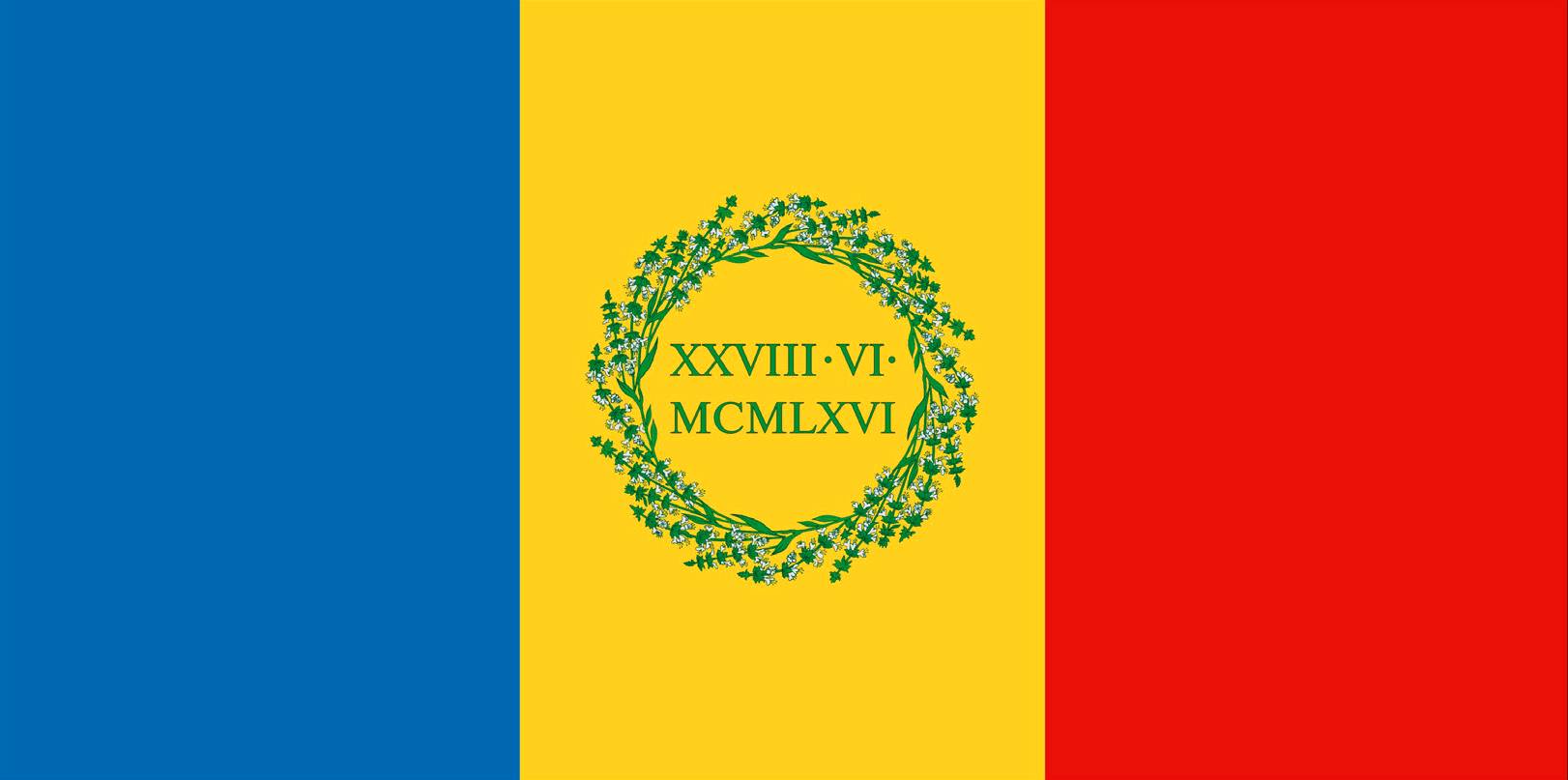
Proiect de drapel (25 octombrie 2018), respins de Consiliul Orăşenesc

## Administrație
Primarul orașului este Maxim Grițunic (Partidul Verde Ecologist), ales în noiembrie 2023.
Componența Consiliului local Biruința (13 consilieri), ales la 5 noiembrie 2023, este următoarea:
|  | Partid                                       | Consilieri | Componență | Componență | Componență | Componență | Componență |
|  | -------------------------------------------- | ---------- | ---------- | ---------- | ---------- | ---------- | ---------- |
|  | Partidul Socialiștilor din Republica Moldova | 5          |            |            |            |            |            |
|  | Partidul Verde Ecologist                     | 4          |            |            |            |            |            |
|  | Partidul Nostru                              | 2          |            |            |            |            |            |
|  | Partidul „Renaștere”                         | 1          |            |            |            |            |            |
|  | Partidul Acțiune și Solidaritate             | 1          |            |            |            |            |            |

## Simboluri

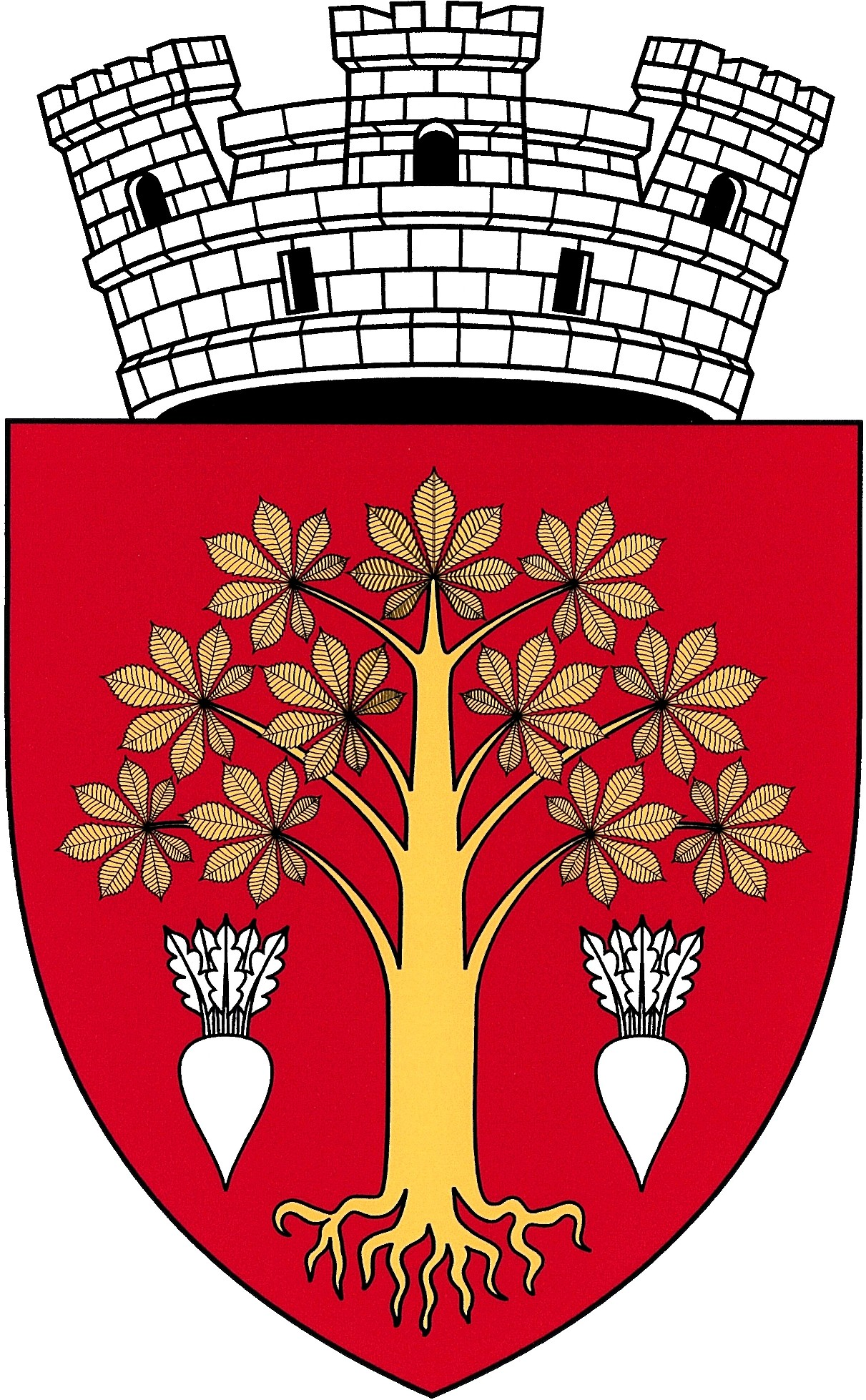
Stema orașului Biruința aprobată la 23 noiembrie 2018

În 2018 au fost aprobate stema, drapelul și imnul orașului Biruința. Autorul versurilor orașului Biruința este Arcadie Suceveanu, a muzicii - Ada Zaporojanu.
Stema reprezintă un scut cu fundal roșu, în centru situându-se un castan sălbatic (Aesculus hippocastanum) dezrădăcinat, de aur, acostat de două sfecle de zahăr, de argint. Scutul timbrat de o coroană murală de argint cu trei turnuri.
Drapelul reprezintă o pânză rectangulară (2:3) roșie, purtând în mijloc, într-o orlă de scut antic, albă, un castan sălbatic dezrădăcinat, galben, acostat de două sfecle de zahăr, albe.

## Economie
Economia orașului este reprezentată de trei societăți pe acțiuni, o întreprindere cu răspundere limitată și 13 întreprinderi individuale.
Cea mai mare întreprindere din teritoriu, ponderea căreia în economia orașului constituie peste 80%, este întreprinderea mixtă Moldo-Germană „Combinatul de zahăr” S.A., care prelucrează, depozitează și realizează zahăr din sfeclă de zahăr. În prezent, capacitatea de producție a combinatului este de 4.500 tone/zi. O altă întreprindere este „Gips-Biruința” care se ocupă cu producerea ghipsului pentru construcție și cu destinație medicală. Întreprinderea „Multival” S.R.L. se ocupă cu prelucrarea melasei și obținerea spirtului pentru vinificație și ultima întreprindere din grupul celor mari este „RemTehService” S.A. care se ocupă cu repararea curentă și capitală a tehnicii agricole și a autovehiculelor.
Cele 13 întreprinderi individuale activează în mare parte în domeniul comerțului produselor alimentare, mărfurilor de larg consum și a materialelor de construcție.
Orașul Biruința este una din puținele localități din Moldova care nu dispune de teren extravilan. Drept urmare orașul nu are pe teritoriul său gospodării agricole.

## Infrastructură
Lungimea totală a drumurilor din localitate este de 12,3 km. Aprovizionarea cu apă potabilă se efectuează din patru fântâni arteziene, prin două turnuri de apă și prin conducte construite între anii 1960-1980. În prezent se întreprind lucrări privind aprovizionarea continuă cu apă a părții de nord a orașului, în scopul acesta se construiește un nou turn de apă. Sistemul de canalizare este foarte uzat și se află la o depărtare de 4,5 km de oraș.
Întreprinderile amplasate la marginea orașului sunt gazificate, restul orașului fiind negazificat.
Din anul 1999 nu se mai efectuează încălzirea centralizată a fondului locativ. Amplasarea compactă a caselor cu multe etaje face posibilă organizarea sistemului de încălzire centralizată.

## Populație
În cadrul ultimul recensământ din perioada sovietică în Biruința au fost înregistrați 4746 de locuitori, inclusiv: români - 2838 persoane; ucraineni - 1049 persoane; ruși - 738 persoane; bulgari - 10 persoane; găgăuzi - 4 persoane, alte naționalități -  107 persoane.
     Români (66,59%)
     Ucraineni (20,17%)
     Ruși (11,67%)
     Alte etnii (bulgari, găgăuzi etc.) (1,57%)
Biruința - evoluția demografică

|  | Graficele sunt indisponibile din cauza unor probleme tehnice. Mai multe informații se găsesc la Phabricator și la wiki-ul MediaWiki. |

Date: Recensăminte sau birourile de statistică - grafică realizată de Wikipedia

La recensământul din 2004, populația orășelului constituia 3093 locuitori. Din punct de vedre etnic, majoritatea era reprezentată de români, numărând 2059 locuitori, fiind urmați de ucraineni - 624 locuitori, ruși - 361 locuitori, polonezi - 10 locuitori și alte etnii - 39 persoane.
Conform datelor recensământului din 2014, orașul Biruința avea 2.625 locuitori, 47,43% bărbați și 52,57% femei.
| Grup etnic         | Populație | % Procentaj |
| ------------------ | --------- | ----------- |
| Moldoveni / Români | 2.037     | 77.6%       |
| Ucraineni          | 323       | 12.3%       |
| Ruși               | 229       | 8.72%       |
| Găgăuzi            | 6         | 0,23%       |
| Alții              | 26        | 0,99%       |
| Total              | 2.625     | 100%        |

Limba vorbită de obicei (2014):
- limba română - 1.635 (62,29%)
- limba rusă - 946 (36,04%)
- limba ucraineană - 27 (1,03%)
- nedeclarat - 11 (0,42%)

## Social
Pe teritoriul orașului funcționează școala medie de cultură generală cu un contingent de 800 elevi, 40 profesori și 25 unități personal tehnic administrativ. Din anul 2005, gimnaziul primește statut de liceu, funcționând sub denumirea de Liceul Teoretic "Luceafărul".
Grădinița de copii are o capacitate de 160 locuri, colectivul de educatori este format din 9 persoane și cel al personalului tehnic-administrativ din 25 persoane.
În oraș funcționează un centru de sănătate în care lucrează 8 medici de diferite profiluri, 21 personal mediu medical și 6 lucrători tehnici.
Orașul dispune de o bibliotecă publică, amplasată în incinta Casei de Cultură, și o bibliotecă școlară. Orașul mai are un stadion parțial amenajat cu o suprafața de 1,8 ha.

## Finanțele publice locale
Veniturile bugetului local în anul 2002 au constituit 1.486 mii lei, dintre care cea mai mare pondere o dețin transferurile 959,2 mii lei sau 64,55%, urmate de defalcări – 472,4 mii lei, ceia ce constituie 31,8%, restul revin veniturilor proprii. Până în anul 2002 bugetul local era format doar din defalcări 84,6% și venituri proprii. Principalul contribuabil în teritoriu este întreprinderea mixtă „Combinatul de zahăr” S.A.
Cheltuielile publice locale sunt formate din 2 articole de bază: pentru educație – 80,3% și întreținerea aparatului primăriei și contabilitatea centralizată 13,6%, restul 6,1% sunt utilizate pentru activități de interes local.

## Personalități
- Gheorghe Muruziuc - activist anticomunist din Moldova, muncitor la Fabrica de Zahăr din Biruința.